# Гартлі (округ, Техас)
Шаблон:StateAbbr_ 35°50′ пн. ш. 102°37′ зх. д. / 35.84° пн. ш. 102.61° зх. д.
Округ Гартлі (англ. Hartley County) — округ (графство) у штаті Техас, США. Ідентифікатор округу 48205.

## Історія
Округ утворений 1876 року.

## Демографія
За даними перепису 2000 року загальне населення округу становило 5537 осіб, зокрема міського населення було 2349, а сільського — 3188. Серед мешканців округу чоловіків було 3358, а жінок — 2179. В окрузі було 1604 домогосподарства, 1221 родин, які мешкали в 1760 будинках. Середній розмір родини становив 2,98.
Віковий розподіл населення поданий у таблиці:
| Стать    | До 15 років | 15-21 | 22-29 | 30-39 | 40-49 | 50-65 | 65-85 | Понад 85 |
| -------- | ----------- | ----- | ----- | ----- | ----- | ----- | ----- | -------- |
| Чоловіки | 495         | 159   | 250   | 823   | 785   | 593   | 221   | 32       |
| Жінки    | 470         | 162   | 185   | 274   | 310   | 373   | 322   | 83       |

## Суміжні округи
- Даллам — північ
- Мур — схід
- Олдем — південь
- Квей, Нью-Мексико —  південний захід (Гірський час)
- Юніон, Нью-Мексико —  північний захід (Гірський час)

## Виноски
1. ↑  U.S. Decennial Census. United States Census Bureau. Архів оригіналу за 12 травня 2015. Процитовано 28 квітня 2015.
2. ↑  Texas Almanac: Population History of Counties from 1850–2010 (PDF). Texas Almanac. Архів оригіналу (PDF) за 26 лютого 2015. Процитовано 28 квітня 2015.
3. ↑  State & County QuickFacts. United States Census Bureau. Архів оригіналу за 6 серпня 2011. Процитовано 17 грудня 2013.(англ.) Наведено за англійською вікіпедією.
4. ↑  American FactFinder. Бюро перепису населення США. Архів оригіналу за 21 травня 2008. Процитовано 31 січня 2008.

| США | Це незавершена стаття з географії США. Ви можете допомогти проєкту, виправивши або дописавши її. |